# Castéra-Loubix
Castéra-Loubix là một xã thuộc tỉnh Pyrénées-Atlantiques, vùng Nouvelle-Aquitaine, tây nam nước Pháp.